# Roland Haché
Pour les articles homonymes, voir Haché.
Roland Haché est un professeur, un administrateur et un homme politique canadien, député libéral de Nigadoo-Chaleur à l'Assemblée législative du Nouveau-Brunswick de 1999 à 2014 et ministre jusqu'en 2010.

## Biographie
Roland Haché est né le 14 juin 1947 à Nigadoo au Nouveau-Brunswick. Il obtient son diplôme d'études secondaires à l'école régionale de Petit-Rocher. Il fréquente ensuite l'Université de Moncton, où il obtient un baccalauréat en arts avec concentration en administration et un baccalauréat en éducation (enseignement postsecondaire). Il a aussi suivi des cours de maîtrise en administration des affaires.
Il a enseigné pour la Commission scolaire du Golfe à Sept-Îles, au Québec, il a été directeur adjoint de la Banque Nationale de Petit-Rocher et il a cumulé diverses fonctions au sein du Conseil scolaire Jérôme-Boudreau. Il a aussi enseigné entre autres choses la gestion, la comptabilité et la gestion des ressources humaines au CCNB-Bathurst, en plus d'être responsable du programme d'entrepreneuriat.
Roland Haché a été maire de Petit-Rocher, président de l'Administration portuaire du quai régionale de Petit-Rocher, conseiller auprès de la Commission développement régional Chaleur et représentant des villes et villages auprès du fonds de pension des employés du Nouveau-Brunswick.
Roland Haché est membre de l'Association libérale du Nouveau-Brunswick. Il est élu à la 54e législature pour représenter la circonscription de Nigadoo-Chaleur à l'Assemblée législative du Nouveau-Brunswick le 7 juin 1999, lors de la 54e élection générale. Il a siégé au Comité permanent des corporations de la Couronne, au Comité permanent de l’ombudsman, au Comité permanent de modification des lois, au Comité spécial de la gouvernance locale et de la collaboration régionale et au Comité spécial des soins de santé. De plus, il a été porte-parole de l'Opposition officielle dans les domaines liés au ministère de la Formation et du Développement de l'emploi, au ministère du Tourisme et des Parcs et au ministère des Ressources naturelles. Il a aussi été whip du parti libéral.
Il est élu à la 55e législature le 9 juin 2003, lors de la 55e élection générale. Il siège alors au Comité permanent des privilèges, au Comité permanent des comptes publics et au Comité spécial de l’assurance automobile publique, en plus d'être porte-parole de l'Opposition officielle dans les domaines liés à Entreprises Nouveau-Brunswick.
Roland Haché est élu à la 56e législature le 18 septembre 2006, lors de la 56e élection générale. Il est assermenté au Conseil exécutif le 3 octobre suivant et nommé ministre de l'Environnement et ministre responsable de l'Initiative pour le nord du Nouveau-Brunswick, dans le gouvernement de Shawn Graham. Il devient ministre de l'Éducation à la suite du remaniement ministériel du 22 juin 2009.
Il est réélu à la 57e législature le 27 septembre 2010, lors de la 57e élection générale.
Roland Haché meurt à Bathurst le 24 avril 2020 à l'âge de 72 ans,.

### Famille
Roland Haché a un fils, Chris, qui est officier dans les Forces canadiennes. Il a aussi une petite-fille.